# Colectivo Trans del Uruguay
El Colectivo Trans del Uruguay (CTU) es una organización uruguaya dedicada a la defensa de los derechos de las personas trans, intersex, género fluido y no binarias. Dirigida por Alejandra Collette Spinetti Nuñez esta organización se dedica a abordar una serie de áreas de trabajo centradas en la defensa y promoción de los derechos de las personas trans y no binarias. Estas incluyen la visibilización, apoyo y acompañamiento, promoción de expresiones artísticas como forma de activismo, el asesoramiento en cuestiones jurídicas y la promoción de políticas públicas inclusivas, además del abordaje de las problemáticas que afectan a las personas trans en situaciones de reclusión. Actualmente, cuentan con representación en 10 de los 19 departamentos del territorio uruguayo, extendiendo su trabajo a diversas comunidades y contextos locales.
CTU forma parte de varias redes tanto nacionales como internacionales, incluyendo el Bloque Trans y Disidente, Corpora en Libertad, REDCATH+, ILGA World y la Red Iberoamericana de Educación LGBTI.

## Estudios y sondeos
En 2020 y 2021, el CTU llevó a cabo investigaciones sobre los tránsitos educativos y la situación de las personas trans durante la pandemia de COVID-19. Los estudios evidenciaron múltiples formas de discriminación en el ámbito educativo y laboral, así como la falta de acceso adecuado a servicios básicos y oportunidades. 
- «Tránsitos educativos» (2020): Se analizó el impacto del bullying y las barreras estructurales en los centros educativos. Los resultados mostraron que casi la mitad de los encuestados abandonaron sus estudios debido a violencia hacia su identidad de género. La investigación destacó la necesidad de políticas inclusivas y la formación de docentes en temas de diversidad de género.
- «Emergencia sanitaria» (2021): Durante la pandemia, un alto porcentaje de personas trans enfrentó precariedad económica y exclusión laboral, dependiendo en muchos casos de ayudas alimentarias de organizaciones civiles y ollas populares. El trabajo sexual continuó siendo el principal medio de sustento para las mujeres trans, reflejando desigualdades estructurales persistentes.[2]

## Proyectos destacados
El CTU ha implementado iniciativas como talleres de formación, así como ollas populares que alimentan a más de 300 personas trans del país y distribución de canastas alimentarias durante la pandemia.

### Apoyo Psicológico: Servicio de Escucha y Orientación
En septiembre de 2021, el CTU lanzó un servicio telefónico de escucha y orientación psicológica, disponible las 24 horas, dirigido principalmente a personas trans, no binarias y disidentes de género. El servicio, atendido por psicólogos especializados, ofrece un espacio para abordar problemas puntuales o urgentes a través de llamadas o videollamadas. Si es necesario, las personas son derivadas a instituciones como el Centro de Referencia Amigable (CRAM) para un seguimiento terapéutico más prolongado.

### Noviazgos libres y diversos
En noviembre de 2022, en el marco del mes dedicado a la eliminación de la violencia contra la mujer, el CTU dirigió el taller "Noviazgos libres y diversos". Este evento fue organizado por el Departamento de Género de la ciudad de Rocha, con el apoyo del Departamento de Diversidad e Inclusión. El taller tuvo lugar en el Museo Milton de los Santos, en la ciudad de Rocha, Uruguay. Durante la actividad, se abordaron temáticas relacionadas con las diversas formas de noviazgo y las relaciones afectivas dentro de la comunidad LGBT+.

### Actividades de Concientización y Mes del Orgullo LGBTQIA+
En junio de 2023, el CTU organizó una serie de actividades en el marco del Mes del Orgullo LGBTQIA+, con el objetivo de visibilizar las problemáticas que enfrentan las personas trans y promover la reflexión social a través del arte y la narrativa. Referentes del CTU en Río Negro, Maldonado y Canelones presentaron una exposición de trabajo audiovisual interpretado por la activista Evelin Ramos, en el que se narra la historia de Melisa, una mujer trans víctima de violencia. En la obra, Melisa enfrenta agresiones físicas y la omisión de las autoridades al intentar buscar ayuda, mostrando las dificultades que enfrentan las personas trans en el acceso a la justicia. La activista Sandra Valin (CTU Pando) presentó la exposición fotográfica Trans Vidas en la Casa de la Cultura "Pedro C. Marín" de Young y la muestra contó con el apoyo de la Intendencia de Río Negro y el Ministerio de Desarrollo Social.